# Ǵorǵi Hristov
Ǵorǵi Hristov (en macédonien : Ѓорѓи Христов) est un footballeur international macédonien né le 30 janvier 1976 à Bitola, en Yougoslavie (aujourd'hui en Macédoine du Nord). Il jouait au poste d'attaquant pour la Macédoine.